# Хахет
Хахет (осет. Хахет) или Хахети (груз. ხახეთი) — бывшее село в Закавказье. расположено в составе Синагурской сельской администрации Дзауского района Южной Осетии, фактически контролирующей его территорию; согласно юрисдикции Грузии — в Сачхерском муниципалитете края Имеретия.
Село было полностью уничтожено Рачинским землетрясением в 1991 году. Находившиеся на тот момент 45 человек были погребены под землю, спаслись лишь 2 жителей села, которые на момент трагедии находились в других местах. На месте села сформировалось озеро.

## Расположение
Расположено на южных склонах Рачинского хребта, на берегу рек Квирила и Хахетисцкали. 1120 метрах над уровнем моря.